# Гудименко Юрій Володимирович
Юрій Володимирович Гудименко (нар. 14 грудня 1987, Запоріжжя) — український політичний діяч, лідер Руху «Демократична Сокира», військовослужбовець, молодший сержант ЗСУ у відставці; у минулому — блогер, телеведучий, публіцист.

## Біографія
Народився 1987 року у Запоріжжі. Середню освіту здобув у школі № 30, вступив до Запорізької державної інженерної академії. Був відрахований у 2005 році, того ж року вступив на історичний факультет Запорізького національного університету, де отримав повну вищу освіту і диплом історика-педагога. Одночасно із навчанням працював механіком нічної зміни.
З 2008 року почав активно займатися політикою та активізмом, проводити вуличні акції. Був неодноразово затриманий та притягнений до адміністративної відповідальності, зокрема під час маршів до дня народження Шухевича та маршу УПА в Запоріжжі у жовтні 2009 року, що був заборонений судом, але попри те був проведений і завершився сутичками із прихильниками Партії регіонів та стріляниною. Гудименка, як організатора маршу, затримали разом із вісьмома учасниками подій і присудили штраф.
У 2010 році був затриманий за облиття фарбою пам'ятника Дзержинському у день встановлення у Запоріжжі пам'ятника Сталіну. Свої дії пояснив політичним протестом. З цього приводу було відкрито карну справу, яку невдовзі було призупинено. У тому ж році 31 грудня було підірвано вибухівкою пам'ятник Сталіну у Запоріжжі. За декілька годин після цієї події Гудименка затримали у його квартирі та звільнили після 18-годинного допиту.
10 січня 2011 року Юрія було затримано просто на вулиці і доставлено в ізолятор тимчасового тримання, а потім у СІЗО. Загалом перебував в ув'язненні два місяці, після чого був засуджений до двох років позбавлення волі умовно за ч.2 ст. 296 КК України — «Хуліганство». Офіційна причина засудження — облиття фарбою пам'ятника Дзержинському у 2010 році.
Після Революції Гідності за поданням Генерального прокурора України Жовтневий районний суд скасував вирок Гудименку та іншим політв'язням в аналогічних справах.
Під час перебування у СІЗО почав писати нариси, після звільнення опублікував їх у власному блозі й почав працювати кореспондентом у місцевій газеті «Субота плюс». Через рік став керівником відділу новин на регіональному телеканалі «ТВ-Голд», ще за рік — головним редактором газети «Мрія» і директором підприємства «Мрія-Нова», а після злиття підприємства з медіахолдингом «Глобал Медіа Холдинг» — першим заступником генерального директору холдингу.
2016 року звільнився з холдингу та разом із партнером по бізнесу став співзасновником новинарного сайту «Форпост». Через рік переїхав до Києва, де співпрацював із сайтами «ТСН», «Фокус», «Петро і Мазепа» та іншими, а також на волонтерських засадах вів щотижневу історичну передачу на військовому радіо «Армія.FM».
2018 року почав співпрацювати із «5 каналом», де вів блогерську телепередачу «Блогпост» і шоу «Блогпост: Hate Night Show».
24 травня 2019 року припинив співпрацю з «5 каналом», у зв'язку з реєстрацією політичної партії «Демсокира».

## Політична діяльність
Починав політичну діяльність у націоналістичному русі, був одним із лідерів нечисельної націоналістичної організації.
2010 року став членом ВО «Свобода» і заступником керівника Запорізької обласної організації з молодіжних питань, балотувався по списках партії до Запорізької міськради.
2011 року вийшов із партії і полишив посаду.
У період із 2016 по 2017 року очолював агітаційний відділ Запорізької обласної організації партії «Солідарність — Блок Петра Порошенка», був помічником народного депутата Ігоря Артюшенка, колишнього лідера запорізького Євромайдану.
Під час роботи журналістом був автором декількох політичних розслідувань та учасником чисельних скандалів. Зокрема, за його ідеєю у Запоріжжі за кошти газети «Субота плюс» з'явився антисталінський білборд із зображенням Гітлера із підписом «Чим я гірший за Сталіна? Поставте і мені пам'ятник!». У той же день білборд було знищено комунальниками. Гудименка також пов'язують із встановленням у Запоріжжі низки білбордів, які звинувачували у поганій екологічній ситуації в місті олігарха Ріната Ахметова у 2017 році.
У 2012 році Гудименка не було допущено до Президента України Віктора Януковича під час його візиту до Запоріжжя: вночі за декілька годин до початку візиту працівники міліції силоміць вдерлися до житла журналіста і вручили йому повістку до райвідділку якраз на той час, коли мав починатися візит. Головний редактор газети «Субота плюс» Богдан Василенко заявив, що отримав дзвінок від губернатора із вимогою не допускати до Януковича судимого журналіста, але відмовив. Прес-секретарка Віктора Януковича Дарка Чепак відкинула наявність такого мотиву у правоохоронців.
Був учасником Євромайдану у Запоріжжі, під час розгону 26 січня 2014 року був побитий невідомими. Після початку війни став ініціатором створення сайту «Операція Метелик», однієї з перших баз даних на сепаратистів (пізніше сайт увійшов до проєкту «Миротворець», наразі працює як одне із дзеркал сайту).
У співпраці із «Миротворцем» досліджував дампи (архіви) зламаних проукраїнськими хакерами електронних скриньок проросійських терористів, вирахував та назвав імена трьох шпигунів «ДНР», які працювали на різних посадах у Запоріжжі і передавали важливі дані терористам. Нагороджений неофіційною відзнакою «Миротворця».
У 2015 році після публікації Гудименка про колишнього «беркутівця», який у Запоріжжі встав на захист сепаратиста із «георгієвською стрічкою», фігуранта скандалу звільнили із лав поліції.
Навесні 2018 року разом із декількома іншими блогерами започаткував процес створення політичної партії «Демократична Сокира», займався напрямком публічних акцій партії, зокрема, був організатором мітингів за право володіти землею, на підтримку податку на виведений капітал та маршу за право на самозахист («Марш 11 %») у Києві. Був організатором декількох антиросійських та антикомуністичних заходів партії, зокрема акції «Безсмертний орк» 9 травня 2018 року у Києві і пародійних «поминальних» акцій під будівлею посольства РФ після смертей співака Кобзона та терориста Захарченка.

## Публікації
12.10.21 — 5 канал, "ДІЙОВІ ОСОБИ: «Я створюю проблеми». Гудименко прорубує Демсокирою вікно у велику політику — https://youtu.be/jjmjHb1HD68
The БАБЕЛЬ — «Зеленський бісить просто тому, що він є». Член політради «ДемСокири» Юрій Гудименко — про небезпечного Дудя, філософію порохоботів і найгіршого олігарха Ахметова. Велике інтерв'ю [Архівовано 14 лютого 2022 у Wayback Machine.]
Юрій Гудименко (ДемСокира) у Рандеву з Яніною Соколовою — https://youtu.be/f219UpqVpeQ

## Блогерство
Станом на січень 2019 року сторінка Гудименка у Facebook мала близько 35 тис. підписників. Найпопулярнішим текстом Гудименка залишалася розповідь про «Тріскові війни» між Ісландією та Великою Британією, що лише на одному з сайтів набрала пів мільйона переглядів і 20 тисяч поширень.

## Участь у російсько-українській війні
У день повномасштабного вторгнення перебував у Маріуполі, де займався волонтерством. Після російського вторгнення Юрій Гудименко вступив до лав ЗСУ. Служив на посаді сапера 130-го батальйону сил Територіальної оборони ЗСУ.
З травня 2022 року командир саперного відділення 130-го батальйону 241 бригади сил територіальної оборони ЗСУ. Юрій брав участь у боях за Київ, зокрема у звільненні Ірпеня, а також у боях у Харківській області.
27 червня 2022 року був поранений під час артилерійського обстрілу під Харковом.

## Нагороди та відзнаки
- Згідно з рейтингом телеканалу ICTV, входить до ТОП-10 українських блогерів (у 2018 році посів 8-ме місце у рейтингу).[31]
- Орден «За мужність» III ступеня (6 вересня 2022) — за особисту мужність і самовіддані дії, виявлені у захисті державного суверенітету та територіальної цілісності України, вірність військовій присязі[32].
- Почесний нагрудний знак «Сталевий хрест» (28 вересня 2022)[33].
- Почесний нагрудний знак «Золотий хрест».
- Медаль «За поранення».

## Ініціативи
- У 2018 році на території Міністерства оборони України урочисто відкрито Залу пам'яті вояків Збройних сил України та Дзвін пам'яті, який щоденно відбиває кількість ударів відповідно до кількості загиблих у цей день українських військових. Ідею дзвону подав раднику Президента України Юрію Бірюкову Юрій Гудименко[34], і як наслідок був присутній[35] на урочистому відкритті меморіалу.

- Був одним з ініціаторів флешмобу «Безсмертний вовк» у Запоріжжі на протидію флешмобу «Безсмертний полк», яку Гудименко характеризував як проросійську провокацію. Декілька десятків людей заблокували учасників акції під запорізькою мерією, тримаючи у руках портрети героїв серіалу «Гра престолів» у формі радянської армії[36][37].

- Гудименко був ініціатором оновлення дизайну військових плакатів. За його ідеєю на сайті «Петро і Мазепа» було проведено конкурс під егідою Міністерства оборони та Міністерства інформаційної політики. Взимку 2018 року на вулицях з'явилися білборди та сітілайти з плакатами дизайну переможців конкурсу[38].

- У 2022 році Юрій Гудименко в колаборації з креативним брендом одягу POHUY запустили лінію якісного одягу для поранених українських бійців. Проєкт дістав назву «Незламним POHUY»[39][40][41].

- У грудні 2022 року Гудименко зареєстрував петицію про обов'язкове маркування продукції брендів, що працюють в рф. Він запропонував наносити інформацію про роботу бренда в росії на лицьовий бік товару великими червоними літерами. Крім того, пропонується зобов'язати торговельні мережі розміщувати товар від таких виробників в окремо відведеній зоні з нанесенням інформаційних позначок щодо походження продукції[42].

- Під час реабілітації після бойового поранення у 2023 році у Юрія виникла ідея про спільний проект, який об'єднав навколо себе команду волонтерів, військових, громадських діячів. Так був заснований БФ "Українська фундація «Мрія». Фундація займається гуманітарною, юридичною та освітньою допомогою родинам загиблих та зниклих безвісті захисників, військовополонених та цивільних бранців[43][44].

- У 2023 році Гудименко звернувся з ініціативою до Верховної Ради розробити законопроект про створення прапора в пам'ять про зниклих і полонених захисників. За задумом молодшого сержанта, прапор повинен висіти над кожною з важливих державних установ до того часу, доки останній із воїнів не повернеться додому[45][46].

- У 2024 році став ініціатором звернення від ветеранів російсько-української війни до членів Конгресу Сполучених Штатів Америки з проханням пришвидшити надання Україні фінансової допомоги[47].

## Цікаві факти
- У січні 2018 року в Запоріжжі трагічно загинула дитина двох однокурсників Гудименка. Під час похорону священник УПЦ (МП) відмовився відспівувати дитину, посилаючись на те, що вона була хрещена в неканонічному Київському патріархаті[48]. Блогер написав пост про цю подію і запропонував всім, кого вона обурила, принести ляльок до церков Московського патріархату. Флешмоб «Принеси ляльку» набрав великого розголосу, ляльки з'являлися під стінами будівель УПЦ (МП) всією Україною, від Криму до Києва і від Закарпаття до Слов'янська[49]. Також відбулося кілька сутичок прихильників РПЦ із активістами: зокрема у Запоріжжі представники організації «Радомір» побили учасників АТО, які принесли ляльки до однієї з церков[50], а в Києві сталася сутичка під Києво-Печерською Лаврою за участі представників організації С14 та священників Московського патріархату[51][52].

- У 2018 році під час розгортання релігійного конфлікту між РПЦ та українською церквою заявив про створення «Палаючої церкви Матріархального Патріархату» (скорочено — ПЦ МП, як пародія на УПЦ МП), яка мала б служити богові Р'глору, вогняному богу з книг та серіалу «Гра престолів», а себе проголосив «Великим понтифіком»[53]. Документи для офіційної реєстрації церкви як релігійної громади було подано до декількох інстанцій і вони розглядалися. Разом із «прихожанами» був учасником декількох акцій на підтримку фігурантів «Справи архітекторів», яких було затримано за спробу підпалу незаконно збудованої церкви Московського патріархату.

- Відомою фразою Ю. Гудименка, написаною після широкомасштабного вторгнення, є: «Ніхто з нас не повернеться з цієї війни, навіть ті, хто повернеться. І водночас ми повернемось всі, навіть ті, хто не повернеться ніколи»[54].